# 東海大学付属福岡高等学校
東海大学付属福岡高等学校（とうかいだいがくふぞく ふくおかこうとうがっこう）は、福岡県宗像市田久一丁目にある私立高等学校。略称は「東海福岡」または「東海大福岡」（または、旧校名の「東海大五高」や「東海大五」）。

## 概要
全国に置かれている学校法人東海大学の付属高校14校の1つ。学園内大学（東海大学）への学園内推薦入学制度がある。特に、同一キャンパス内にあった東海大学福岡短期大学では、協力により、比較的早く大学の雰囲気の味わえるような事前授業（3年の一部の生徒）などを行っていた。また、全国高校サッカー14回出場のサッカーの名門校である。

## 沿革

### 年表
- 1966年 - 東海大学第五高等学校として同年度より開校（初代校長は原田敏明）、学校教育開始
- 1970年 - 理数科を設置
- 2004年 - 東海大学付属第五高等学校に改称
- 2010年 - 本年度より理数科を募集停止
- 2013年 - 理数科を廃止
- 2016年 - 東海大学付属福岡高等学校に改称

## 建学の精神
- 若き日に汝の思想を培え
- 若き日に汝の体躯を養え
- 若き日に汝の智能を磨け
- 若き日に汝の希望を星につなげ

東海大学創立者、松前重義の精神を受け継ぎ、これを建学の精神としている。

## 学校行事
- 耐寒行進 - 1971年から続く伝統行事で、参加は任意で原則希望者のみ。行進ルートは鞍手・遠賀・芦屋・岡垣・福津と24時間、約80kmを途中休憩を挟むもののほぼ一睡もせずに歩きとおすものである。

## 設置学科・コース
- 普通科
  - 進学コース
    - I類
    - II類
    - サイエンスクラス（2年次より編成）

  - スーパー特進難関受験コース
  - スーパー特進アスリートコース（原則として強化部活動生徒のみ。総合部の場合は要相談）

## 部活動
強化部
- 柔道部
- 野球部 - 選抜高等学校野球大会3回出場
- サッカー部（男子）- 全国高校サッカー14回出場、高校総体17回出場
- ラグビー部
- 陸上競技（男子駅伝）部 - 全国高校駅伝1回出場
- 剣道部
- バドミントン部
- 女子バスケットボール部 - ウインターカップ6回出場、高校総体5回出場
- 女子サッカー部 - 全日本高等学校女子サッカー選手権大会9回出場、高校総体6回出場
- 女子バレーボール部
- チアリーディング部
- 吹奏楽部

運動部
- 総合部（馬術、水泳など）
- 男子バスケットボール部
- 男子ソフトテニス部
- 女子ソフトテニス部
- 卓球部
- ダンス部

文化部
- 茶道部
- フラワーデザインいけばな部
- 科学部
- イラスト研究部
- 書道部
- 写真部

同好会
- 生物同好会
- 園芸同好会
- 英会話同好会
- 歴史研究ものづくり同好会
- 韓国語同好会
- 家庭科同好会
- 演劇同好会
- ボルタリング同好会

## 最寄駅
- 赤間駅より800m

## 著名な出身者

### 政治家
- 原田啓介

### 野球
- 広橋公寿
- 城土大二郎
- 吉元伸二
- 神島崇
- 寺岡寛治
- 広畑塁

### サッカー
- 岡中勇人
- 横内昭展
- 後藤太郎
- 小井手翔太
- 高橋直樹
- 橋内優也
- 清水航平
- 多田大介
- 橋内竜真
- 足立修
- 平山智也
- 牧野真二
- 吉田賢太郎
- 有光亮太
- 當間建文
- 末吉隼也
- 藤田直之
- 日高智樹
- 山道淳司
- 山口里美
- 能登正人
- 西岡大志
- 西岡大輝
- 上本銀太
- 段原一詞

### ラグビー
- 山田大生
- 小杉龍斗
- 藤井達哉
- 中村悠人
- 山口楓斗
- アフ・オフィナ

### 柔道
- 中村佳央
- 中村行成
- 中村兼三
- 中西英敏
- 松田亮一
- 甲斐康浩
- 本田勝義
- 北田晃三

### その他
- 小野生奈（ボートレーサー）
- 浦貴裕(タツウラ代表取締役社長)
- 菅田雅香（陸上）
- ファール・アミナタ（バスケットボール）

### 芸能
- 児玉育則（タレント・ナレーター）
- 光石研（俳優）
- KENZO (ダンサー)

## 著名な教職員・関係者
- 穴見寛（野球部元監督）

## いじめ問題
- 2021年3月、生徒1人が部活動内のいじめ被害を訴える遺書を残して自殺。2024年2月、学校が設置した第三者委員会は報告書をまとめ、上級生から部内で性的ないじめを受けていたこと、定期試験の結果を誤認した顧問から過大な課題を課せられていたことなどを明らかにした。しかし一方で、自殺は家庭環境などさまざまな要因によって引き起こされた判断、直接的な原因は特定できなかったと結論付けた[1][2][3]。自殺した生徒の母親はその後、当時の上級生4名に損害賠償を求めて福岡地裁に提訴している[4]。その後2024年4月に、この生徒が所属していた剣道部顧問が、2017年頃から部員の頭をハンガーで叩くなどの体罰を繰り返し行い、出勤停止などの処分となっており、高体連主催の試合に1年間出場できないことになっていたにもかかわらず、学校側が高体連に報告していなかったことが判明している[5]。